# За чверть десята (роман)
«За чверть десята» — роман українського письменника, журналіста, телеведучого Юрія Макарова, що вийшов у видавництві «Нора-Друк» 2013 року. Автор визначив жанр твору як міська повість «з елементами чи то фантастики, чи то містики, але та містика має суто службову функцію».
Згідно зі словами самого автора назва «„За чверть десята“ — це переосмислена фраза „ще не вечір“».

## Анотація
| Самотній викладач іноземних мов, поліглот і бонвіван, раптом помічає, що всі його машинальні й ненавмисні прокльони матеріалізуються з дивовижною буквальністю. Ця обставина, як і поява в його житті юної розкутої жінки, змушують головного героя роману проаналізувати своє минуле і спробувати підбити попередні підсумки життя. Дія відбувається у впізнаваних декораціях сучасної столиці України. |

## Огляди
Ольга Гончар з ресурсу «Друг читача» написала, що: «цей роман може бути цікавим широкому колу читачів. Той, хто цікавиться історією СРСР із точки зору повсякденності, у подробицях дізнається про те, чим жили і за що переживали жителі цієї великої країни, яку нас так вчать називати „Совком“. Той, хто цінує незвичайні любовні історії, — знайде новий сюжет для роздумів. Той, хто просто любить читати, — проведе час приємно і з користю, адже мова Юрія Макарова, найголовніше, не нудна та швидка для розуміння і прочитання».
Іван Рябчій з ресурсу «ЛітАкцент» сказав, що «Микола Павлович — головний герой „За чверть десятої“ — „маленький українець“, і ця „маленкість“ нівелює „велику“ силу: блискуче позбувшись есбеушника, який заявився вербувати професора до секретної служби, герой знову повертається до своїх дрібних проблем».

## Видання
- 2013 рік — видавництво «Нора-Друк».